# Marengo nitida
Marengo nitida är en spindelart som beskrevs av Simon 1900. Marengo nitida ingår i släktet Marengo och familjen hoppspindlar. Inga underarter finns listade i Catalogue of Life.